# WCW World Tag Team Championship
World Championship Wrestling (WCW) World Tag Team Championship a fost cel mai important titlu pe echipe din federația de wrestling World Championship Wrestling. Centura a existat între anii 1991 și 2001.

## Istorie
Campionatul WCW Tag Team a fost inițial cunoscut sub denumirea de NWA World Tag Team Championship of Mid-Atlantic Championship Wrestling (MACW), desfășurat de Jim Crockett Promotions (JCP). Dupa introducerea titlului in 1975, Minnesota Wrecking Crew a devenit campionul inaugural pe 29 ianuarie. Titlul a fost redenumit WCW World Tag Team Championship in 1991 cand Ted Turner a cumparat JCP si a devenit World Championship Wrestling. În ciuda numelui titlului în MMACW, National Wrestling Alliance (NWA) nu și-a recunoscut propriul Campionat NWA World Tag Team până în 1992, când NWA a organizat un turneu pentru a încorpora prima echipă de etichete recunoscută de toate teritoriile NWA. Terry Gordy și Steve Williams au câștigat turneul. Ca urmare a faptului că Gordy și Williams au fost WCW World Tag Team Champions, când au devenit Campioni NWA World Tag Team, ambele titluri au fost apărate împreună până când WCW a părăsit NWA în septembrie 1993. La 17 ianuarie 2008, NWA și-a retras recunoașterea WCW World Tag Team Champion, legat de campionatul NWA World Tag Team Championship, declara oficial că titlurile lor au fost create în 1995.
În martie 2001, World Wrestling Federation (WWF) a achiziționat WCW. Curând după aceea, a avut loc "Invazia", în care WCW/ECW Alliance a fost în cele din urmă dezmembrată. În acest timp, titlul a fost denumit WCW Tag Team Championship, cu luptători din WWF câștigând titluri WCW, și luptători din WCW câștigând titluri WWF. La SummerSlam, titlul a fost unificat cu WWF Tag Team Championship într-un meci Steel Cage când Campionii WCW Tag Team Champions la acel moment, Kane și The Undertaker, i-au învins pe Chris Kanyon și Diamond Dallas Page pentru campionatele WWF Tag Team Championship. Titlurile au fost doar unificate temporar, deoarece Kane și The Undertaker au pierdut pentru prima oară campionatele WWF Tag Team Championship pe 17 septembrie la Raw cu Dudley Boyz (Bubba Ray Dudley și D-Von Dudley), urmată de pierderea campionatelor WCW Tag Team Championship pe 25 septembrie la SmackDown! cu Booker T și Test. La Survivor Series, în noiembrie 2001, campionii WCW Tag Team, Dudley Boyz, au învins apoi campionii WWF Tag Team Hardy Boyz (Jeff Hardy și Matt Hardy) pentru a unifica campionatele WCW și WWF Tag Team. Primul a fost desființat, iar WWE (fostul WWF) îi recunoaste oficial pe The Dudley Boyz ca fiind Campionii finali WCW Tag Team Champions.